# Fgura
Fgura Málta egyik helyi tanácsa a Három Város közelében. Lakossága 11 276 fő. Nevét a hagyomány szerint Szűz Mária szobra után kapta, amelyet a helyiek il-figura (alak) néven ismertek. A név egy másik lehetséges magyarázata, hogy első lakói a Gozo nyugati részén lévő Il-Fgura területről érkeztek.

## Története
Bár külterületén 6 föníciai sír is található, amelyekben emberi és állati maradványokat, cseréptöredékeket és bronz eszközöket is feltártak, maga a falu későn jött létre. Első modern kori lakói Gozóról települtek ide. A helyi Klement Busuttil kérésére 1788 és 1790 között kápolna épült a mai falu helyén, erről, majd a helyén épült nagyobb épületről is a Busuttil család leszármazottai gondoskodtak. A második világháború előtt az akkor Cospicua és Ħal Tarxien külterületének számító településen legfeljebb 20 család élt. A háborúban a brit dokkok közelsége miatt súlyos károkat szenvedett.
1945-ben a püspök megbízta a karmelitákat a helyiek lelki vezetésével. Templomukat öt év múlva szentelték fel Enrico Mizzi miniszterelnök jelenlétében. A régi kápolnát 1955-ben bontották le. Fgura végül 1965. január 21-én lett önálló egyházközség. Második temploma 1976 és 1988 között épült fel Edward Micallef vezetésével. 1994 óta Málta egyik helyi tanácsa, ma a szigetek egyik legnagyobb népsűrűségű, és leggyorsabban fejlődő települése.

## Önkormányzata
Fgurát kilenctagú helyi tanács irányítja. A jelenlegi, hetedik tanács 2013 márciusa óta van hivatalban, 7 munkáspárti és 2 nemzeti párti képviselőből áll.
Polgármesterei:
- nincs adat (1994-1997)
- Saviour Camilleri (1997-2000)
- Anthony Degiovanni (2000-2006)
- Darren Marmarà (Munkáspárt, 2006-2010. július 16)[3]
- Byron Camilleri (Munkáspárt, 2010. augusztus 3)[4]

## Nevezetességei

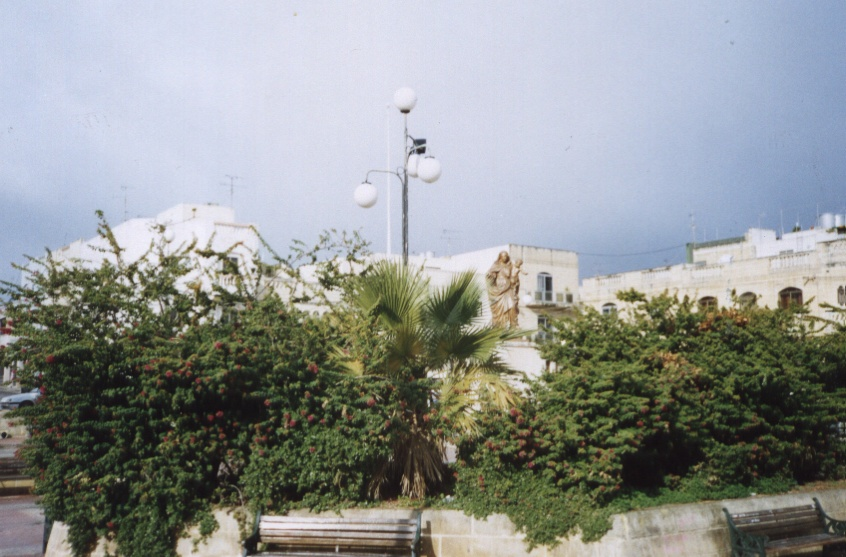
A Reggie Miller Gardens

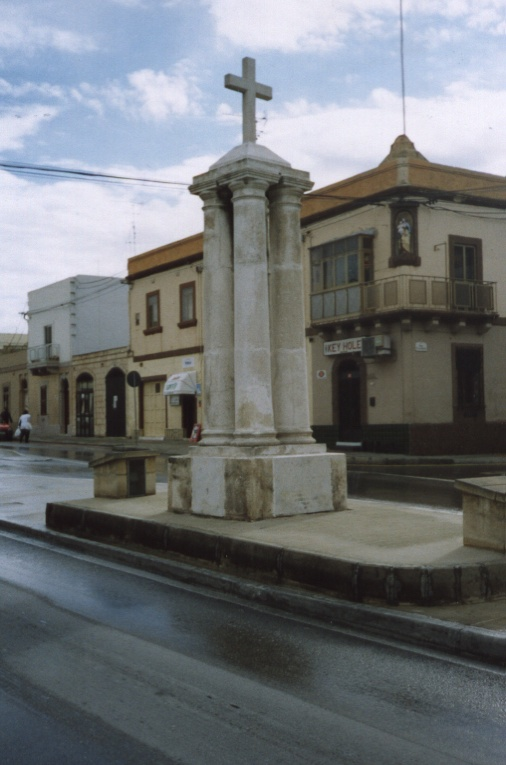
A Kereszt-emlékmű

- Il-Monument tas-Salib (a Kereszt-emlékmű): 1990-ben Ugo Mifsud Bonnici államelnök avatta fel Fgura önálló egyházközséggé válásának 25. évfordulóján
- Wesgħa Reggie Miller (Reggie Miller tér): Reggie Miller a General Workers' Union (Málta legerősebb szakszervezete) alapítója volt. A róla elnevezett teret a helyi tanács 1996-ban parkká alakíttatta, közepén a Kármel-hegyi Boldogasszony adományokból állított szobra található
- George Stevens Square: a teret és a szobrot 1986-ban állították George Stevens írónak, a Máltai Irodalmi Társaság alapítójának emlékére
- Karmelita rendház
- Plébániatemplom: a templom különlegessége, hogy sátor alakú

## Kultúra
Kulturális egyesülete az Għaqda Mużikali u Soċjali Madonna tal-Karmnu, ennek egyik része band clubja, a Banda Madonna tal-Karmnu Fgura (1985)
Egyházi szervezetek:
- Fgura Scout Group[6] (1987)

## Sport
Sportegyesületei:
- Boccia: Klabb tal-Boċċi (1985)
- Labdarúgás: Fgura United Football Club (1970), amely az 1972/73-as szezonban a másodosztály bajnoka volt

## Közlekedés
Autóval gyorsan elérhető Valletta felől Marsán és Paolán keresztül.
Buszjáratai (2011. július 3 után):
- 91 (Valletta-Marsaskala)
- 121 (Paola, körjárat)
- N3 (éjszakai, San Ġiljan-Fgura)
- N91 (éjszakai, San Ġiljan-Marsaskala)